# 祈りが言葉に変わる頃
「祈りが言葉に変わる頃」（いのりがことばにかわるころ）は、鬼束ちひろの配信限定シングル。

## 解説
前作「This Silence Is Mine/あなたとSciencE」から約5ヶ月ぶりのシングルで、初の配信限定シングル。
iTunes Storeでは2014年5月21日より先行予約受付が開始された。
ジャケット写真は、主題歌となった映画『呪怨』とコラボレーションしており、グラフィックによるタイポグラフィとジオメトリーの切れ間から、同映画で佐伯俊雄役を演じる子役の小林颯が鋭い視線を放つデザインとなっている。

## 収録曲
1. 祈りが言葉に変わる頃
  - 作詞・作曲：鬼束ちひろ／編曲：エリック・ゴーフィン
  - ショウゲート配給映画『呪怨 -終わりの始まり-』主題歌

鬼束本人が『呪怨』をイメージして書き下ろした楽曲で[3]、2008年の「蛍」以来6年ぶりの映画主題歌となった。サウンド・プロデューサーには、過去に『剣と楓』や『FAMOUS MICROPHONE』の収録曲を手掛けたエリック・ゴーフィンが起用されている[3]。

## 収録アルバム
祈りが言葉に変わる頃
- 『TRICKY SISTERS MAGIC BURGER』※NAIL SCRATCH VERSIONとして収録
- 『REQUIEM AND SILENCE』